# Mavi García
Margarita Victoria García Cañellas, mais conhecida como Mavi García, (Marratxí, 2 de janeiro de 1984) é uma duatleta e ciclista profissional espanhola.
Ganhou três medalhas no Campeonato Mundial de Duatlon nos anos 2016 e 2017, e uma medalha no Campeonato Europeu de Duatlo de 2017.

## Biografia desportiva

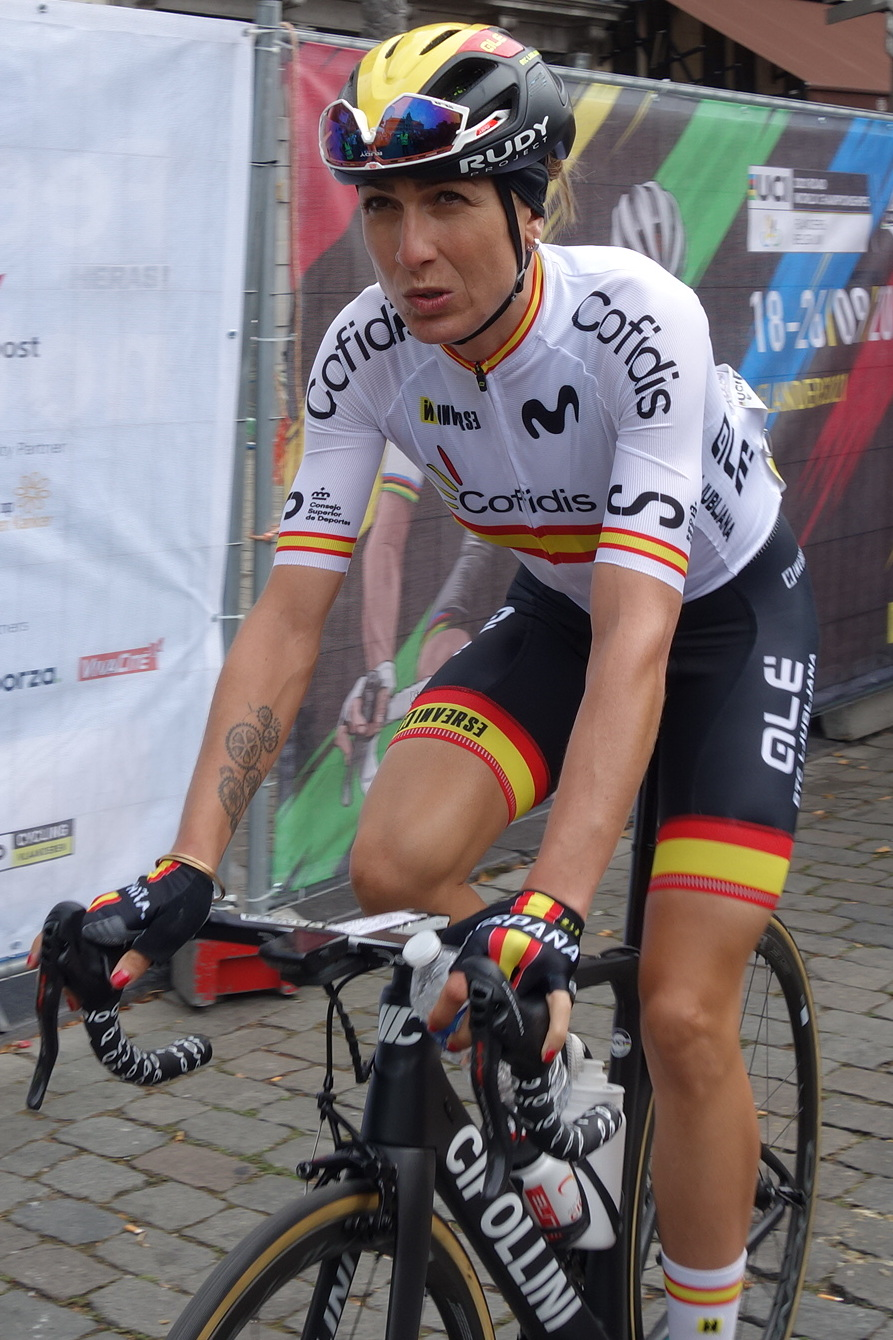
Garcia em 2021

### Do duatlo ao ciclismo
Especialista em duatlo -com três Campeonatos da Espanha de Duatlo de Longa Distância (2015, 2016 e 2017)-; em 2015, graças a uma concentração à que foi convidada pela equipa ciclista Bizkaia-Durango, foi incorporada às fileiras de dito equipa para correr o calendário profissional ciclista desde março de 2015. Pouco depois de fazer-se com seu primeiro campeonato nacional de duatlo conquanto já tinha assinado por dito equipa uns dias antes.
Em seu primeiro mês como ciclista conseguiu sua primeira vitória a nível regional.

### Destacando no ciclismo
Durante a temporada de 2015 foi eleita pela sua equipa de ciclismo para correr várias corridas internacionais conseguindo acabar a Flecha Valona Feminina (corrida de máxima categoria pontuável para a Copa do Mundo) -sua segunda corrida profissional- e sendo top-30 nas duas espanholas (a Durango-Durango Emakumeen Saria e Emakumeen Euskal Bira). Devido a sua boa progressão foi seleccionada pela Selecção da Espanha para correr o Grande Prêmio San Luis Feminino 2016 e o Tour Feminino de San Luis 2016 mas sofreu uma grave queda no Tour de San Luis depois de acabar 15.ª no Grande Prêmio.

### Vários top-20 no ciclismo e medalhas mundialistas em duatlo
Ante suas boas expectativas desportivas em abril de 2016, com 32 anos, a desportista comunicou que se ia dedicar profissionalmente ao desporto depois de pedir uma excedencia de um ano em seu trabalho que compartilhava com a atividade desportiva desde faz 12 anos. Isso foi um dia após vencer na primeira prova da Copa da Espanha de Ciclismo 2016 (sua terceira prova da temporada depois de recuperar da queda sofrida em San Luis). Em seus três seguintes corridas ciclistas de categoria profissional acabou entre as 20 melhores. Uma semana após seu último top-20 internacional em ciclismo foi terceira no Campeonato Mundial de Duatlo e campeã na prova de relevos.

## Medalheiro internacional
| Campeonato Mundial | Campeonato Mundial  | Campeonato Mundial | Campeonato Mundial |
| Ano                | Lugar               | Medalha            | Prova              |
| ------------------ | ------------------- | ------------------ | ------------------ |
| 2016               | Avilés ( Espanha)   | Medalha de ouro    | Relevo misto       |
| 2016               | Avilés ( Espanha)   | Medalha de bronze  | Individual         |
| 2017               | Penticton ( Canadá) | Medalha de prata   | Individual         |
| Campeonato Europeu |                     |                    |                    |
| Ano                | Lugar               | Medalha            | Prova              |
| 2017               | Soria ( Espanha)    | Medalha de prata   | Individual         |

## Palmarés

### Duatlo
- 2013
  - 3.ª no Campeonato da Espanha

- 2014
  - 2.ª no Campeonato da Espanha

- 2015
- Campeonato da Espanha Longa Distância 
  - 2.ª no Campeonato da Espanha

- 2016
- Campeonato da Espanha Longa Distância 
  - 3.ª no Campeonato Mundial
- Campeonato Mundial Relevo Misto

- 2017
- Campeonato da Espanha Longa Distância
- Campeonato da Espanha por Equipas 
  - 2.ª no Campeonato Europeu 
  - 2.ª no Campeonato Mundial

### Ciclismo
- 2016
  - 3.ª no Campeonato da Espanha Contrarrelógio
- Campeonato da Espanha em Estrada
- Volta a Burgos Féminas

- 2017
  - 2.ª no Campeonato da Espanha Contrarrelógio 
  - 2.ª no Campeonato da Espanha em Estrada

- 2018
- Campeonato da Espanha Contrarrelógio  
  - 3.ª no Campeonato da Espanha em Estrada

- 2020
- Campeonato da Espanha Contrarrelógio
- Campeonato da Espanha em Estrada  
  - 2 etapas do Tour Cycliste Féminin International de l'Ardèche

## Resultados em Grandes Voltas e Campeonatos do Mundo
Durante sua corrida desportiva tem conseguido os seguintes postos nas Grandes Voltas femininas e nos Campeonatos do Mundo em estrada:
| Corrida                | Corrida                | 2015 | 2016 | 2017 | 2018 | 2019 | 2020 |
| ---------------------- | ---------------------- | ---- | ---- | ---- | ---- | ---- | ---- |
|                        | Giro d'Italia          | —    | 16.ª | —    | 11.ª | —    | 9.ª  |
|                        | Tour de l'Aude         | X    | X    | X    | X    | X    | X    |
|                        | Grande Boucle          | X    | X    | X    | X    | X    | X    |
| Mundial em Estrada     | Mundial em Estrada     | —    | —    | 32.ª | 19.ª | 25.ª | 18.ª |
| Mundial Contrarrelógio | Mundial Contrarrelógio | —    | —    | —    | 30.ª | —    | —    |

—: não participa
Ab.: abandono

X: edições não celebradas

## Equipas
- Bizkaia-Durango (2015[20]-2017)
- Movistar Team (2018-2019)
- Alé BTC Ljubljana[21] (2020-)